# Damian Woetzel
Damian Woetzel (Boston, 17 maggio 1967) è un ex ballerino statunitense, a lungo membro del New York City Ballet con cui si è esibito dal 1985 fino al 2008. Oltre al suo lavoro al NYCB, si è frequentemente esibito a livello internazionale come ospite d'onore e artista in visita con numerose compagnie riconosciute a livello internazionale tra cui il  Kirov Ballet ed l'American Ballet Theatre, fino al suo ritiro dal palcoscenico nel 2008.
Woetzel è attualmente direttore dell'Aspen Institute Arts Program ed è stato primo ballerino del New York City Ballet dal 1989 fino al suo ritiro dal palcoscenico nel 2008. Al NYCB, ha ballato praticamente l'intero repertorio dei danzatori, ed hanno creato opere per lui Jerome Robbins, Eliot Feld, Twyla Tharp, Susan Stroman e Christopher Wheeldon, tra gli altri. Woetzel si è anche esibito spesso come guest star in compagnie come il Kirov Ballet e l'American Ballet Theatre, ed ha partecipato a numerose trasmissioni televisive e come the Cavalier alla trasposizione cinematografica della Time Warner de Lo schiaccianoci di George Balanchine. Woetzel ha anche coreografato una serie di balletti per NYCB e altre compagnie.
Tra i suoi premi, nell'aprile 2015, Woetzel ha ricevuto la Harvard Arts Medal. Nel luglio 2012 è stato premiato con l'inaugurale Gene Kelly Legacy Award - un'onorificenza creata congiuntamente dalla Dizzy Feet Foundation e dal patrimonio di Gene Kelly in onore del 100º anniversario della nascita di Kelly. Woetzel fa parte del comitato degli artisti del Kennedy Center Honors, il Comitato consultivo per le arti nazionali della Knight Foundation, ed è stato membro della Harvard University Task Force on the Arts. Ha conseguito una laurea in MPA presso la Kennedy School of Government di Harvard. Nell'autunno del 2010 è stato professore invitato alla Harvard Law School, dove ha co-insegnato in un corso di arti sceniche e diritto.
Nel novembre 2009 il presidente Obama ha nominato Woetzel nel "Comitato del Presidente per le arti e le scienze umane", dove ha lavorato alla creazione del "Turnaround Arts Program", che ora porta l'educazione artistica in alcuni dei distretti scolastici più problematici della nazione. Woetzel è membro del consiglio di amministrazione del "New York City Center", degli "Avvocati volontari per le arti" e dell'organizzazione "Sing for Hope" e membro del comitato consultivo di "Define American".
Nel maggio 2017 Woetzel è stato nominato presidente della Juilliard School, in sostituzione di Joseph W. Polisi.

## Primi anni e formazione
Woetzel ha frequentato la Fay School in Massachusetts, dove si è diplomato nel 1981. Nel 2007, ha conseguito una laurea in MPA presso la John F. Kennedy School of Government presso l'Università di Harvard.

## Carriera come regista e produttore

### Aspen Institute
Nel giugno 2011, Woetzel è stato nominato Director of Arts Programs presso l'Aspen Institute.
Tra gli eventi curati dall'Aspen Institute Arts Program sotto la direzione di Woetzel figurano il Forum inaugurale USA-Cina sulle arti e la cultura a Pechino, in collaborazione con Asia Society e l'Associazione popolare cinese per l'amicizia con i paesi stranieri. Tra gli artisti ed i rappresentanti culturali americani e cinesi impegnati nel forum c'erano Joel Coen, Meryl Streep, Yo-Yo Ma, Alice Waters, Liu Ye, Ge You ed altri. Nel marzo 2012, Woetzel ha prodotto un comitato di esperti con Howard Gardner, professore di Hobbs di Cognition and Education presso la Harvard Graduate School of Education, il dott. Ellen Winner, professoressa di psicologia al Boston College e Senior Research Associate presso Project Zero, per esaminare lo stato attuale delle arti nell'educazione.
A giugno 2012, per la prima volta, il programma Arts ha curato diverse sessioni del programma pubblico dell'istituto, l'Aspen Ideas Festival. Per diciannove sessioni Woetzel ha portato artisti rinomati, responsabili delle politiche, amministratori delle arti e rappresentanti culturali cinesi di spicco per discussioni, proiezioni di film e scambi culturali incentrati su come le arti influiscono sulla società. Nell'ottobre 2012 il programma artistico sotto la direzione di Woetzel ha ospitato l'inaugurale Aspen Arts Strategy Group, che ha riunito a New York oltre 30 leader artistici di tutta la nazione.
Nel dicembre 2012 Woetzel e il violoncellista Yo-Yo Ma hanno organizzato una visita partecipativa al Centro medico militare Walter Reed a Bethesda, Maryland, dove il musicista Arthur Bloom e il suo programma MusiCorps aiutano guerrieri feriti a superare le lesioni subite e riprendersi la vita con la pratica della musica intensiva. Nell'aprile 2013 Woetzel e il programma Arts hanno annunciato la nomina del violoncellista Yo-Yo Ma come artista residente dell'Harman-Eisner per il 2013.
Dal 2013 il programma Arts ha prodotto oltre 100 eventi in città in tutto il paese, coinvolgendo una serie di partecipanti tra cui gli artisti Renee Fleming, Theaster Gates, JR, Goldie Hawn, Cameron Carpenter, Lil Buck, Alfre Woodard, Yo-Yo Ma, Eric Fischl, Julie Taymor, ed Elizabeth Diller. Ulteriori attività di espansione del programma comprendono l'Aspen Arts Strategy Group e la Creative Young Leaders Alliance.

### Vail International Dance Festival
Dal 2006, Woetzel è stato direttore artistico del Vail International Dance Festival estivo, dove presenta spettacoli di danza e lavori commissionati.
Sotto la direzione di Woetzel il festival ha ricevuto ampi consensi per la sua innovazione e crescita come una vetrina riconosciuta a livello nazionale per la danza, con esibizioni come il debutto di Morphoses/The Wheeldon Company e il lancio di Moves del New York City Ballet. Il Festival ha anche ospitato il Pacific Northwest Ballet, il Miami City Ballet, la Paul Taylor Dance Company, il Trey McIntyre Project, la Martha Graham Dance Company e altre importanti compagnie. Come parte importante della programmazione del Festival e delle attività della comunità, Woetzel ha ingaggiato musicisti famosi e diversi tra cui Philip Glass, Eddie Palmieri, Caroline Shaw, membri del Silk Road Ensemble, Jennifer Koh e Brooklyn Rider. Le serate annuali di gala International Evenings of Dance sono diventate famose per la gestione di Woetzel delle prime collaborazioni tra compagnie e paesi, così come la presentazione di giovani star emergenti che debuttano in un nuovo repertorio. Nell'agosto 2012 Alastair Macaulay del New York Times ha scritto che le presentazioni del Vail International Dance Festival 2012 "si sono distinte soprattutto per il gusto cattolico e la brillante programmazione. Meritano grandi elogi" e che il gala delle serate internazionali "è stato semplicemente il miglior gala che io abbia frequentato per decenni ". Scrivendo la stessa settimana, Wendy Perron di Dance Magazine ha paragonato Woetzel al leggendario impresario Serge Diaghilev e ha elogiato Woetzel per il coinvolgimento e l'educazione del pubblico attraverso introduzioni parlate ad ogni opera e per il suo impegno nella collaborazione con i musicisti dal vivo.
Sempre sotto Woetzel il Festival ha commissionato ai coreografi la creazione di nuove opere, tra questi Paul Taylor, Christopher Wheeldon, Fang-Yi Sheu, Jill Johnson, Ronald K. Brown, Trey McIntyre, Matthew Neenan, Larry Keigwin e Brian Brooks.
Woetzel ha istituito diverse altre iniziative come regista, incluso il portare il programma di educazione artistica "Celebrate The Beat", associato del Colorado dell'Istituto nazionale di danza di Jacques d'Amboise, alla Vail Valley, per raggiungere i bambini meno abbienti nelle scuole pubbliche. Attraverso eventi pubblici che coinvolgono artisti del festival, Woetzel ha anche istituzionalizzato diverse iniziative che evidenziano l'impegno della comunità nelle arti, tra queste una celebrazione annuale del National Dance Day, programmi "Dancing in the Streets", open Master Classes e lezioni "UpClose". che combinano prove, spettacoli, commenti di Woetzel e ospiti speciali. Le recenti esibizioni di UpClose hanno incluso: "UpClose: Footwork", che ha esplorato il gioco di gambe virtuoso in forme di danza che vanno dal jookin di Memphis al balletto, al tango, alla danza moderna (2013); "UpClose: Stravinsky di Balanchine", uno studio della leggendaria collaborazione tra George Balanchine e Igor Stravinsky, co-ospitato da Woetzel e dal maestro di balletto principale del New York City Ballet Peter Martins (2012); "UpClose: Premieres", che ha fornito una prima occhiata di una serie di lavori creati a Vail dai coreografi Christopher Wheeldon ed Emery LeCrone durante le settimane del Vail International Dance Festival 2011 e da molti altri.
Nel 2013 il Festival ha celebrato il suo 25º anniversario e ha lanciato il suo programma annuale Now: programma annuale di premieres che ha presentato nuovi lavori commissionati di una grande varietà di coreografi.

### Lil Buck @ Le Poisson Rouge
Nell'aprile 2013 Woetzel ha diretto e prodotto una “jam session di jookin” a Le Poisson Rouge di New York, con il jooker di Memphis Charles "Lil Buck" Riley, con ospiti speciali tra cui il ballerino Ron "Prime Tyme" Myles, Yo-Yo Ma (violoncello), Marcus Printup (tromba), Cristina Pato (cornamusa galiziana), John Hadfield (percussioni) e l'ensemble Brooklyn Rider. La serata ha visto una prima mondiale appositamente commissionata per violoncello solo da Philip Glass, co-coreografata da Woetzel e Lil Buck. Alastair Macaulay ha scritto nel New York Times, "Come Lil Buck si è esibito con una schiera di musicisti illustri martedì sera al Poisson Rouge, sembravano aprirsi una serie di finestre straordinarie, ognuna delle quali rivelava un regno nuovo e immaginario." Il 7 ottobre 2013 Charles "Lil Buck" Riley e Ron "Prime Tyme" Myles sono stati premiati con un Bessie Award nella categoria Spettacoli Eccezionali per le loro apparizioni in Lil Buck @ Le Poisson Rouge.

### Kennedy Center Honors
Nel dicembre 2012, Woetzel ha coprodotto l'omaggio alla leggendaria ballerina Natalija Makarova come parte del 35º anniversario del Kennedy Center Honors e nel 2014 ha coprodotto l'omaggio alla ballerina Patricia McBride. Per i suoi contributi allo speciale della CBS vincitore dell'Emmy Award, Woetzel è stato premiato dall'Academy of Television Arts & Sciences per il Primetime Emmy Awards del 2012-2013.

### World Science Festival
Nel 2009 e nel 2010, Woetzel ha prodotto e diretto le esibizioni di gala del World Science Festival presso l'Alice Tully Hall del Lincoln Center. Per l'evento del 2010 ha creato un saluto artistico alla scienza in onore del fisico teorico Stephen Hawking, con le esibizioni di Yo-Yo Ma, John Lithgow e Kelli O'Hara tra gli altri.

### New Essential Works Program
Nell'autunno del 2009, Woetzel ha co-fondato e iniziato a dirigere il programma New Essential Works (NEW) della Jerome Robbins Foundation, per supportare coreografi e compagnie di danza durante la crisi finanziaria concedendo sovvenzioni per consentire la produzione di nuove opere. I coreografi che hanno ricevuto sovvenzioni fino ad oggi sono Andrew Bartee, Stephanie Batten-Bland, Attila Bongar, Brian Brooks, Thaddeus Davis, Norbert de la Cruz, Elena Demyanenko, Robert Garland, Jodie Gates, John Heginbotham, Larry Keigwin, Jessica Lang, Emery LeCrone, Edwaard Liang, Jodi Melnick, Michelle Mola, Jennifer Muller, Matthew Neenan, Helen Pickett, Zalman Raffael, Brian Reeder, Ken Roht, Matthew Rushing, Amy Seiwert, Pam Tanowitz, Endalyn Taylor, Zack Winokur e Nicholas Villeneuve. Le aziende che hanno partecipato alla produzione di NUOVI lavori sono Alaska Dance Theatre, Aspen Santa Fe Ballet, Ballet X, Baryshnikov Arts Center, Boston Ballet, Carolina Ballet, Colorado Ballet, Dance St. Louis, Dance Theatre of Harlem, Eugene Ballet, Grand Rapids Ballet, Joffrey Ballet, Kansas City Ballet, Keigwin+Company, Nevada Ballet Theatre, NYC Opera, Oakland Ballet, Orchestra of St. Lukes, Oregon Ballet Theatre, Pacific Northwest Ballet, Pennsylvania Ballet, Philadanco, Richmond Ballet, e Sacramento Ballet. Le sovvenzioni premio si dividono in due categorie: sovvenzioni NEW, per l'anteprima di un nuovo lavoro e sovvenzioni RE(NEW), a sostegno di una nuova messa in scena di un lavoro nuovo.

### Serie di spettacoli nello Studio 5
Nel 2009 Woetzel ha lanciato come curatore e regista la nuova serie di spettacoli Studio 5 al City Centre di New York, che offre approfonditi esami degli artisti e delle compagnie di danza più avvincenti di oggi, messi in evidenza dalle esibizioni e dimostrazioni in studio. Nel 2009-2013 tra gli ospiti ci sono stati David Hallberg, Christopher Wheeldon, Herman Cornejo, Gabriel Missé e Analía Centurión, Tiler Peck e Robert Fairchild, Victoria Clark, Rob Berman, Angel Corella, Wendy Whelan, Edward Villella, tra gli altri; gli argomenti di discussione andavano dalla musicalità alla collaborazione col teatro musicale e le compagnie presenti includevano l'American Ballet Theatre, la Paul Taylor Dance Company e il Dance Theatre of Harlem.

### Turnaround Arts
In qualità di artista designato dal presidente nel comitato del presidente per le arti e le scienze umane (insieme a Chuck Close, Sarah Jessica Parker, Kerry Washington, Forest Whitaker, Yo-Yo Ma e altri), Woetzel è attivamente coinvolto con Turnaround Arts, un'iniziativa di educazione all'arte sviluppata in collaborazione con il Dipartimento dell'educazione degli Stati Uniti e il Consiglio per la politica interna della Casa Bianca per contribuire a trasformare le scuole a basso rendimento attraverso l'impegno con l'arte. Woetzel ha adottato due scuole: Lame Deer Jr. High School a Lame Deer, Montana, e Orchard Gardens K-8 a Roxbury, Massachusetts e lavora su programmi e progetti artistici con le scuole e le comunità circostanti durante tutto l'anno.

### Arts Strike
Nel giugno 2010 Woetzel ha diretto "Arts Strike", un nuovo sforzo per far celebrare artisti che coinvolgono educatori e studenti, scuole e comunità, evidenziando e condividendo la potenza senza uguali delle arti nel potenziare, arricchire ed educare. I primi eventi si sono svolti a Vail, Chicago, Los Angeles, New York e Washington, D.C., e quasi tutti hanno menzionato Woetzel con Yo-Yo Ma nelle scuole, che coinvolgevano studenti ed insegnanti per promuovere l'apprendimento attraverso l'arte. Più recentemente Woetzel ha pilotato l'High Line Arts Education Project, un Arts Strike organizzato a New York in collaborazione con l'architetto Elizabeth Diller.

### Silk Road Connect
Woetzel lavora con Yo-Yo Ma nel suo programma Silk Road Connect nelle scuole pubbliche di New York. Nel giugno 2010, Woetzel ha diretto l'evento culminante di fine anno che si è svolto al Museum of Natural History di New York e ha visto la partecipazione del Silk Road Ensemble e di 450 studenti del 6º grado. Nel giugno 2011 l'evento culminante di fine anno aprì la serie del Central Park SummerStage. Intitolato “Night at the Caravanserai: Tales of Wonder”, lo spettacolo ha visto la partecipazione di centinaia di studenti della 6ª elementare delle scuole pubbliche della zona di New York, Ma con il suo Silk Road Ensemble, il cantante Bobby McFerrin, il soprano Emalie Savoy, l'attore Bill Irwin e l'autore Jhumpa Lahiri, tra gli altri.
Nell'aprile 2011 Woetzel ha organizzato uno "arts strike" presso l'Inner-City Arts nel centro di Los Angeles con Yo-Yo Ma, The Silk Road Ensemble e Memphis Jooker Charles "Lil Buck" Riley. L'evento ha incluso una dimostrazione e un workshop per oltre cento studenti delle scuole elementari del Distretto scolastico unificato di Los Angeles. A mettere in luce l'evento è stato un duetto per la prima volta diretto da Woetzel tra Ma e Lil Buck, che ha eseguito una versione di The Dying Swan di Memphis Jookin con Ma che accompagnava il violoncello; lo spettacolo è stato immortalato in un video girato da Spike Jonze che ha raggiunto oltre un milione di visualizzazioni in poche settimane.

### Altro lavoro educativo
Nell'ottobre del 2012 Woetzel, Renée Fleming e Yo-Yo Ma, come consulenti culturali nazionali, aiutarono il sindaco di Chicago Rahm Emanuel a svelare il tanto atteso piano culturale di Chicago, che garantisce all'arte un posto importante all'interno del programma scolastico di Chicago. L'annuncio è giunto un anno dopo che l'Aspen Institute Arts Program, con Yo-Yo Ma e la Chicago Symphony Orchestra, aveva convocato una tavola rotonda a porte chiuse con la direzione delle scuole pubbliche di Chicago e le forze locali di educazione artistica, per studiare il ruolo dell'arte nel giorno scolastico più lungo anticipato per il 2012-2013.

### Harvard Law School
Nell'autunno del 2010, Woetzel è stato Professore invitato presso la Harvard Law School, dove ha co-insegnato in un corso su Performing Arts and the Law con Jeannie Suk. Il corso ha esaminato molte intersezioni tra le arti e la legge, dalla legge sul copyright, allo svolgimento di un processo in tribunale, alla legge delle celebrità, con ospiti tra cui il commediografo John Guare, l'attore Alec Baldwin e la Co-fondatrice del Balanchine Trust Barbara Horgan.

### New York State Summer School for the Arts
Woetzel è stato direttore artistico della Scuola estiva di balletto dello Stato di New York dal 1994 al 2007.

## Carriera nella danza

### New York City Ballet
Woetzel entrò a far parte del New York City Ballet nel 1985 ed è stato Primo ballerino dal 1989 fino al suo ritiro dal palcoscenico nel 2008. Nel New York City Ballet Woetzel ebbe delle opere create apposta per lui da Jerome Robbins, Eliot Feld, Twyla Tharp, Susan Stroman e Christopher Wheeldon tra gli altri e ha ballato più di 50 ruoli di primo piano nel repertorio della compagnia, tra cui: George Balanchine: Agon, Coppélia, Il figlio prodigo, Slaughter on Tenth Avenue, Stars and Stripes, Il lago dei cigni. Jerome Robbins: Afternoon Faun, Fancy Free, Dances at a Gathering, A Suite of Dances e West Side Story Suite.
Woetzel ha dato vita a ruoli caratteristici nei seguenti lavori: Ives, Songs e Quiet City di Jerome Robbins, The Unanswered Question e Organon di Eliot Feld, The Beethoven Seventh di Twyla Tharp, An American in Paris, Carousel, Evenfall, Morphoses, e Variations sérieuses di Christopher Wheeldon, Jeu de cartes e The Sleeping Beauty di Peter Martins e "The Blue Necklace" di Susan Stroman da Double Feature. Woetzel ha anche dato origine a ruoli nei balletti di Kevin O'Day, Richard Tanner e Lynne Taylor-Corbett, tra gli altri.
Woetzel è apparso nella presentazione di Dance in America dello spettacolo "Dinner with Balanchine", ballando Union Jack e Stars and Stripes. Nel maggio 1999 ha interpretato il ruolo del principe Siegfried nel Il lago dei cigni di Peter Martins nella trasmissione televisiva nazionale della PBS "Live from Lincoln Center". Woetzel è anche apparso nella trasmissione del 2002 in diretta televisiva dal Lincoln Center di "New York City Ballet's Diamond Project: Ten Years of New Choreography" su PBS e nel maggio 2004 trasmesso dal Lincoln Center "Lincoln Center celebra i 100 di Balanchine." Woetzel ha interpretato il ruolo del Cavalier nella versione cinematografica de Lo schiaccianoci di George Balanchine, uscito nell'inverno del 1993. Nell'ottobre del 1998 Woetzel è apparso come uno dei protagonisti del musical Jubilee di Cole Porter in uno speciale spettacolo di beneficenza alla Carnegie Hall, durante il quale ha cantato e ballato.

### Apparizioni come ospite
Durante la sua carriera, Woetzel si è esibito frequentemente a livello internazionale come guest star ed è stato un artista in visita con numerose compagnie tra cui il Kirov Ballet e l'American Ballet Theatre. Nelle sue apparizioni come ospite, Woetzel ha ballato ruoli principali in classici come Don Chisciotte, Giselle e La Bayadere, tra gli altri, oltre al suo repertorio di New York.

### Coreografia
Woetzel ha coreografato una serie di balletti per il New York City Ballet ed altre compagnie. Per il New York City Ballet ha coreografato Ebony Concerto di Stravinsky e il  Glazounov Pas de Deux della composizione Les Ruses d'Amour del compositore Glazounov. Ha anche coreografato le "Danze Polovtsian" per la produzione di New York City del Il Principe Igor e nel 1998 ha coreografato e recitato in una nuova versione del balletto Un americano a Parigi per il Gershwin Centennial Gala di Marvin Hamlisch. Negli ultimi anni Woetzel ha coreografato opere come The Orchard per il Pacific Northwest Ballet di Carla Körbes, presentato in anteprima al Vail International Dance Festival ed ha collaborato alla coreografia con la star del jookin Lil Buck per spettacoli a New York, Los Angeles e Colorado, tra gli altri posti.

## Onorificenze e nomine
Nel 2015, a Woetzel è stata assegnata la Harvard Arts Medal. Nel luglio 2012 Woetzel è stato premiato con il Gene Kelly Legacy Award inaugurale, un premio creato congiuntamente dalla Dizzy Feet Foundation e dal patrimonio di Gene Kelly in onore del 100º anniversario della nascita di Kelly, per il suo contributo alle arti come star del balletto e direttore di spettacoli di danza e musica. Fa parte del Comitato degli Artisti del Kennedy Center Honors e come giudice per i Premi Astaire. Ha anche lavorato come giurato per i Princess Grace Awards. Woetzel frequentemente tiene discorsi sull'arte e sulla politica dell'arte. Woetzel è stato l'Harman-Eisner Artist in Residence 2008 dell'Aspen Institute e nel 2011 è diventato membro del Comitato consultivo per le arti nazionali della Knight Foundation. Fa anche parte dei consigli di amministrazione del New York City Center, The Clive Barnes Foundation e The Sphinx Organization e ha fatto parte della recente Harvard Task Force on the Arts. Nel novembre 2009 il presidente Obama ha nominato Woetzel alla Commissione per le arti e le scienze umane del Presidente.

## Educazione
Woetzel ha conseguito un Master in Pubblica Amministrazione presso la Kennedy School of Government di Harvard.

## Vita privata
Woetzel è sposato con la collega ballerina principale di New York City Ballet Heather Watts dal 1999. È di diversi anni più giovane di lei.